# Daniel Ortega Martínez
Daniel Ortega Martínez (Fuentecén, província de Burgos, 1898 – Cadis, 7 d'agost de 1941) fou un metge i polític espanyol, diputat durant la Segona República i combatent de la guerra civil.

## Biografia
Fill de mestres, la seva trajectòria política comença el 1921 quan s'uneix al recentment fundat Partit Comunista d'Espanya. El 1927, després de cursar part de la carrera de Medicina a la Universitat de Cadis, es casa amb María Luisa Rendón Martell i es traslladen a El Puerto de Santa María on exerceix la seva professió de metge.En aquesta ciutat desenvoluparà una intensa activitat política fundant la primera cèl·lula comunista en la localitat al costat de Ramón Mila, Alfonso Manzaneque i Juan Gandulla. A aquesta cèl·lula s'uniria anys més tard Juan Guilloto León. A més va ser un dels principals impulsors de l'organització del Partit Comunista d'Espanya a la província de Cadis, jugant el mateix paper en la construcció de la CGTU (Confederació General del Treball Unitària) primer i en la UGT després, després de la integració en aquesta de la CGTU. També va ser un dels impulsors del Socors Roig Internacional a la província de Cadis.

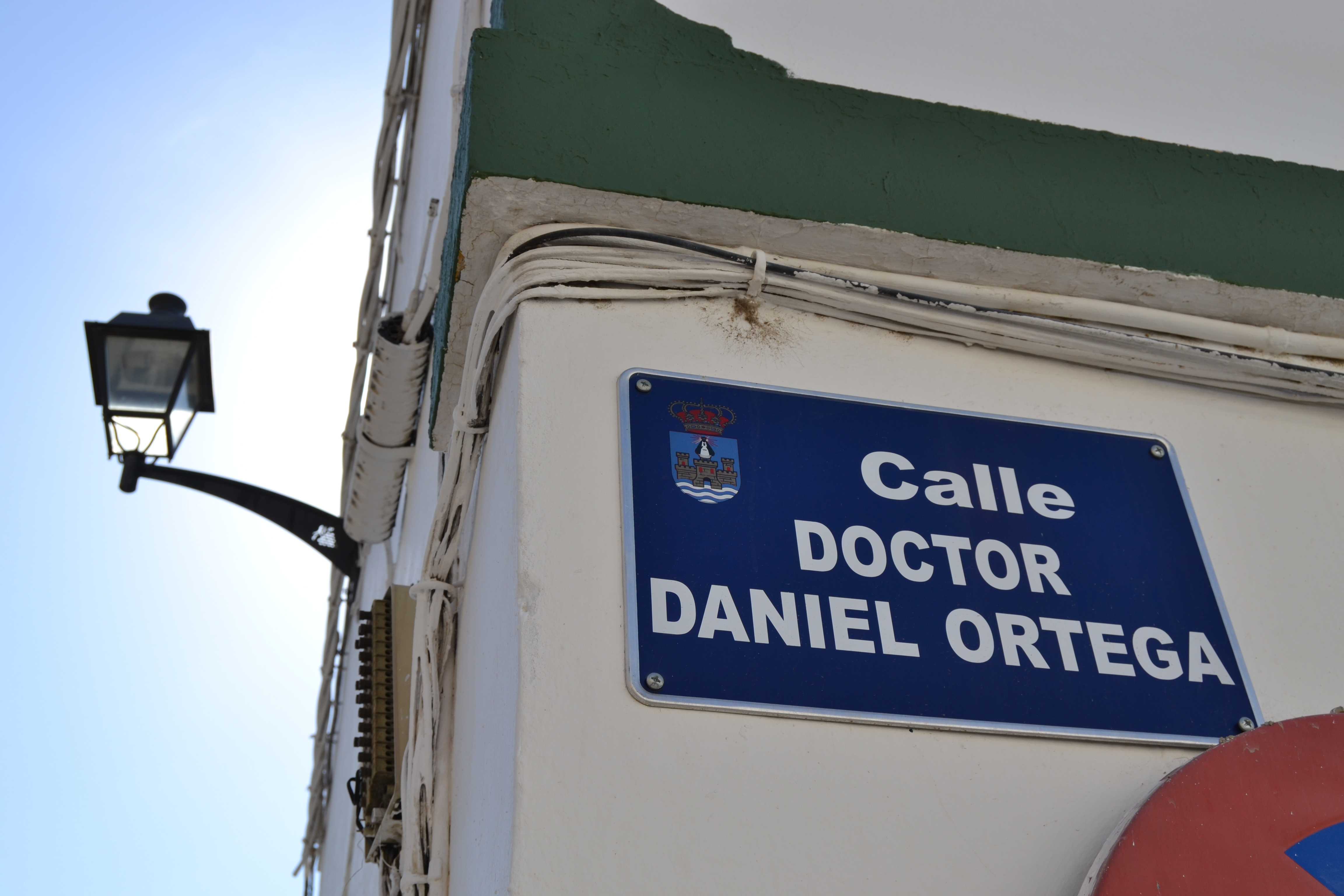
Carrer a El Puerto de Santa María

Aquesta intensa activitat política 3l va portar fins al Comitè Central del PCE, òrgan en el qual entraria al març de 1932.
A les eleccions generals espanyoles de 1936 va ser escollit diputat per la circumscripció de Cadis dins les llistes del Front Popular, obtenint 97.818 vots de 161.062 emesos, on Manuel Muñoz Martínez fou el candidat més votat de la seva circumscripció amb 98.437 vots. Fou el primer diputat comunista per la província de Cadis. Anteriorment havia estat candidat per aquest partit a les eleccions constituents de juny de 1931 –per la província de Còrdova-, i ho va anar també en les eleccions legislatives de novembre de 1933.
El cop d'estat del 18 de juliol de 1936 el va sorprendre a Madrid, on va actuar com a conseller civil de l'Estat Major Central de l'Exèrcit. El 20 d'octubre de 1936 va ser nomenat comissari polític, responsable de la Subsecció d'Intendència del Cinquè Regiment. El 29 de juliol de 1938 fou ascendit a major d'Infanteria i el 30 de setembre al grau de coronel, Cap dels Serveis de Madrid fins al final de la guerra, fou detingut en la caserna del Coronel Casado. Va morir afusellat a Cadis el 7 d'agost de 1941.